# Mushaboom
«Mushaboom» es el primer sencillo lanzado por la cantante de indie pop Feist de su álbum Let It Die. Fue lanzado el 23 de noviembre de 2004 por Universal International, y es Feist del segundo single lanzado en Canadá, después de «Inside and Out». 
El título proviene del Mushaboom, Nueva Escocia, un pueblo en Mushaboom Harbour, a unos 100 km al este de Halifax.

## Videos musicales
Actualmente hay dos videos musicales para esta canción. El primer video comienza con clips de Feist en lo que parecen ser cañones o algún tipo de región montañosa al atardecer con nubes arremolinándose a su alrededor. Las escenas de canto Feist, así como caminar por un prado, se muestran. Entonces copo de nieve diseña aparecen por todas partes y se quitan para revelar las nubes, todavía en la puesta del sol. Las últimas escenas son la de Feist bailar con su pañuelo, y termina el video.
El segundo video comienza con escenas de un pueblo (que no es sino Mushaboom Viena, Austria.), con gente sentada alrededor de la parte superior de los coches y andar por la calle. La cámara se mueve hacia arriba a través de la ventana de un apartamento, donde se muestra Feist durimendo. Después de poner un poco de pan en una tostadora, ella va al espejo y saca un collar en sí misma antes de darse cuenta de su tostada está volando. Ella persigue el brindis por la ventana y se desliza por el cielo, donde una multitud empieza a congregarse en las calles para vigilarla. Ella agarra la guitarra acústica de un hombre cercano y comienza a jugar, flotando en el cielo de nuevo cuando parte del público se pone a bailar a su alrededor. Una mujer en una camisa de color rosa (Peaches) intenta tirar de ella hacia abajo, pero ella mantiene flotando respaldo; esto se repite hasta que finalmente Feist suelta la guitarra y se aleja flotando. Ella baila con un hombre y luego el resto de la multitud antes de salir corriendo, y entra en una caja rectangular negro de pie. Sin embargo, ella se muestra saliendo de una caja blanca antes de correr hacia un carrusel y saltar sobre un caballo blanco que se convierte inmediatamente en vivo. Corta con ella monta el caballo en la calle, con la gente después de su (Peaches está entre ellos, sosteniendo la lanza de un diablo). Feist cabalga a través de una intersección y la multitud se divide en dos direcciones diferentes. Entonces el cielo se oscurece, y Feist vuela de nuevo en su ventana. El brindis volando patos en la tostadora mientras se dirige a través de la vivienda hacia su dormitorio. Ella cae en el colchón como una planta de interior de la sala llega a la pantalla y se apaga la luz.
El video musical fue dirigido por Patrick Daughters.

## Lista de canciones
1. "Mushaboom"
2. "When I Was a Young Girl"

## Posicionamiento en listas
| Listas           | Mejor Posición |
| ---------------- | -------------- |
| UK Singles Chart | 97             |